# Máté Szepsi Laczkó
Máté Szepsi Laczkó (węg. Szepsi Laczkó Máté; słow. Matej Lacko albo Matej Szepsi-Lacko; ur. 1576 w Moldava nad Bodvou, zm. 20 stycznia 1633 w Erdőbénye) – węgierski kalwiński duchowny, nauczyciel, kronikarz, winiarz. Wynalazca procesu produkcji tokaju aszú. Drugi człon jego nazwiska (Szepsi) pochodzi od węgierskiej nazwy jego rodzinnego miasta.

## Życiorys
Uczył się w gimnazjum kalwińskim w Sárospatak. W latach 1603–1607 był nauczycielem we wsi Olaszliszka, a nstępnie pracował jako nauczyciel w Koszycach. Od 1608 r., dzięki stypendium przyznanemu mu przez Mihály’a Lorántffy’ego, studiował teologię na uniwersytecie w Wittenberdze, gdzie był opiekunem innych studentów węgierskich. W okresie 1610–1612 uczył w szkole w Erdőbénye. W latach 1612–1614 kontynuował studia w Hanau. W roku 1614 objął funkcję nadwornego duszpasterza w magnackiej rodzinie Lórantffych w Erdőbénye w regionie tokajskim, gdzie jednocześnie zajmował się edukacją córki gospodarzy, Zuzanny. Gdy ta w 1616 r. wyszła za mąż za Jerzego Rakoczego, objął posadę proboszcza w Erdőbénye.
Z racji swoich zamiłowań do uprawy winorośli objął również nadzór nad winnicami swoich chlebodawców oraz nad produkcją wina. W 1631 r., w związku z zagrożeniem najazdem tureckim, w winnicy „Orémus” koło Sátoraljaújhely opóźnił się termin zbioru winnych gron tak, że zebrano je dopiero po pierwszych październikowych przymrozkach. W międzyczasie część gron została zaatakowana przez szarą pleśń (Botrytis cinerea). Laczkó polecił po zbiorze oddzielić owoce zarażone pleśnią, osobno wytłoczyć z nich sok i odstawić. Dopiero po paru dniach, gdy uznał, że fermentacja „zarażonych” owoców postępuje w dobrym kierunku, pozwolił wlać nastawę do pozostałej części moszczu.
Próba tak uzyskanego wina, dokonana na początku następnego roku, wykazała jego wyjątkową jakość. Próbkę swej produkcji Laczkó wysłał na Wielkanoc 1632 r. Zuzannie Lórantffy (wówczas już księżnej Siedmiogrodu). Ta miała podobno zachwycić się nowym gatunkiem wina i przykazała, by odtąd wyrabiać je w jak największej ilości. Dopracowany i skodyfikowany następnie proces stał się podstawą receptury produkcji słynnych win tokajskich typu aszú.
Po wyjściu Zuzanny za mąż i objęciu przez Máté Laczkó funkcji proboszcza w Erdőbénye podjął on próbę spisania kroniki tej części królestwa węgierskiego. W oparciu o starsze zapiski i informacje pozyskane od innych sięgnął w niej wstecz do 1521 r., zaś lata 1603–1624 opisał szczegółowo z własnych doświadczeń. Owa Kronikajá (napisana po łacinie i po węgiersku) niewydana za życia autora, stanowi dziś cenne źródło wiedzy o tamtych czasach.